# 물가의 발코니
〈물가의 발코니〉(일본어: 渚のバルコニー 나기사노바루코니[*])는 일본의 가수 마츠다 세이코의 아홉 번째 싱글 앨범으로, 1982년 4월 21일 발매되었다. (7" Vinyl: 07SH-1148) B사이드 곡은 〈레모네이드의 여름〉(レモネードの夏 레모네도노나츠[*])이며, 두 곡 모두 작사는 마츠모토 타카시, 작곡은 쿠레다 카루호 (呉田軽穂, 마츠토야 유미의 필명)가 담당했다. 편곡은 A사이드가 마츠토야 마사타카, B사이드는 신카와 히로시 (新川博)가 맡았다.
이 곡의 1절에는 "바보네. 불러봐도 소용없어요."라는 부분이 있는데, "바보네" (馬鹿ね)라는 표현때문에 작사가인 마츠모토는 아이돌인 세이코의 팬들이 가사에서 불편함을 가지는 것이 아닐까 고민했다. 이 부분은 세이코가 녹음할 때 "바–보네–" (ばーかねぇ)라고 글자 사이를 늘려 표현했기 때문에 보다 부드럽게 들렸고, 결과적으로 좋게 작용되었다.
작품은 5월 10일자 오리콘 싱글 차트에서 1위를 차지했으며, 5월의 월간 싱글 차트에서도 정상에 올랐다. 당대의 음악 순위 프로그램 더 베스트텐에서는 5월 20일부터 6월 3일까지 3주 연속, 그리고 6월 17일까지 도합 4번의 1위를 기록했다.
한편, 이 곡은 2008년에 들어서야 세이코가 나카지마 미유키와 함께 출연했던 후지필름의 화장품 "ASTALIFT"의 광고에 사용되었다.

## 수록곡
| #            | 제목                                       | 작사            | 작곡          | 편곡              | 재생 시간 |
| ------------ | ------------------------------------------ | --------------- | ------------- | ----------------- | --------- |
| 1.           | 〈〈물가의 발코니〉〉 (渚のバルコニー)     | 마츠모토 타카시 | 쿠레다 카루호 | 마츠토야 마사타카 | 3:41      |
| 2.           | 〈〈레모네이드의 여름〉〉 (レモネードの夏) | 마츠모토 타카시 | 쿠레다 카루호 | 신카와 히로시     | 3:37      |
| 총 재생 시간 | 총 재생 시간                               | 총 재생 시간    | 총 재생 시간  | 총 재생 시간      | 7:18      |